# National Rifle Association
A National Rifle Association (magyarul: Nemzeti Lőfegyverszövetség, rövidítve: NRA) fegyverjogi érdekvédelmi csoport az Egyesült Államokban. Az 1871-ben a puskalövészet fejlesztésére alapított NRA a modern korban fegyverjogi lobbiszervezetté vált, bár a lőfegyverek biztonságát és jártasságát továbbra is oktatja. A szervezet számos magazint is kiad, és versenylövészeteket is szponzorál. A csoport 2018 decemberében közel 5 millió tagot számlált, bár ezt a számot függetlenül nem erősítették meg.
Az NRA az amerikai politika egyik legbefolyásosabb érdekvédelmi csoportja. Az NRA Institute for Legislative Action (magyarul: Törvényhozási Akció Intézet, rövidítve: NRA-ILA) a szervezet lobbizási részlege, amely a politikai akcióbizottságát (PAC), a Political Victory Fundot (Politikai Győzelmi Alapot) irányítja. Története során a szervezet befolyásolta a törvényhozást, részt vett vagy kezdeményezett pereket, valamint támogatott vagy ellenzett különböző jelölteket helyi, állami és szövetségi szinten. Az NRA-ILA néhány figyelemre méltó lobbitevékenysége közé tartozik a Lőfegyvertulajdonosvédelmi törvény, amely enyhítette az 1968-as Fegyverkorlátozási törvény korlátozásait, valamint a Dickey-módosítás, amely megakadályozza, hogy a Centers for Disease Control and Prevention közegészségügyi ügynökség szövetségi forrásokat használjon fel a fegyverhasználati korlátozások támogatására.
Az 1970-es évek közepétől a végéig az NRA-t egyre inkább bírálták fegyverkorlátozási és fegyverjogi érdekvédelmi csoportok, politikai szakértők és politikusok. Ez a kritika az NRA szervezeti politikájának változásait követően kezdődött, az 1977-es NRA éves kongresszusán, amely a „cincinnati lázadás” vagy „cincinnati puccs” néven ismert. A változásokat, amelyekkel Maxwell Richet, az NRA korábbi ügyvezető alelnökét eltávolították hivatalából, és új szervezeti szabályzatot is tartalmaztak, úgy írták le, mint amelyek elmozdították a szervezetet a korábbi „vadászat, természetvédelem és lövészet” fókuszától, és a fegyverviselési jog védelmére összpontosítottak. A szervezetet heves kritika érte nagy tömeggyilkosságok, mint például a Sandy Hook és a Parkland középiskolai lövöldözés után, amelyek következtében fegyveres biztonsági őrök iskolákba helyezését javasolták.

## Nevezetes tagok
Kilenc amerikai elnök volt az NRA tagja. Közülük Ulysses S. Grant a szervezet elnöke volt hat évvel elnöksége után. Granten kívül: Theodore Roosevelt, William Howard Taft, Dwight D. Eisenhower, John Fitzgerald Kennedy, Richard Nixon, Ronald Reagan, George H. W. Bush (aki 1995-ben lemondott) és Donald Trump. Három amerikai alelnök, az Egyesült Államok Legfelsőbb Bíróságának két főbírája, számos amerikai kongresszusi képviselő, valamint törvényhozók és állami kormányzatok tisztviselői is (voltak) tagjai.